# El Cobertizo
El Cobertizo va ser la principal llibreria LGBT de València durant la seva existència. Com a tal, estava especialitzada en literatura gai, lèsbica i transgènere.
Va ser inaugurada l'abril del 1997 al barri d'El Carme. Se situava al número 3 de la plaça de Vicent Iborra, al que hom considera el centre de la ruta LGBT del barri en qüestió. Abans hi havia la llibreria Macondo, que funcionava com a papereria i comercialitzava premsa escrita.
A més de vendre llibres, l'establiment acollia altres activitats relatives al col·lectiu LGBT. Per exemple, hi van passar a presentar la seva obra Luis Antonio de Villena, Pierre i Gilles, Boris Izaguirre, Eduardo Mendicutti, Lluís Fernàndez González, Lawrence Schimel i Ricardo Llamas, entre d'altres.
L'impulsor del projecte, Joan Alberni, pretenia crear-hi un espai de difusió de la cultura LGBT i deixar enrere la idea que aquesta es limitava als bars i discoteques d'ambient. El va motivar conèixer l'existència de llibreries d'aquesta temàtica a l'estranger, com ara a Berlín, Colònia i Londres. Va estar acompanyat de Wilfred Bachor durant tot el procés en qualitat de cofundador, soci i codirector del negoci.
El nom de l'empresa va ser pres del del protagonista de la novel·la The Man Who Fell in Love with the Moon (1991) de Tom Spanbauer, que en la versió original s'anomena Out-In-The-Shed o Shed. Per això, Alberni es va alegrar molt que l'autor d'aquest llibre els visités per presentar-hi una novel·la de nova producció, titulada In The City Of Shy Hunters (2001).
El març del 2004, els responsables de l'espai van anunciar que aquest tancaria les portes a final de mes. Els motius darrere d'aquesta decisió van ser els problemes econòmics que enfrontava el local atesa la competència amb les grans superfícies a què es va veure abocat. L'últim acte a El Cobertizo va consistir en la presentació del llibre Hombres de mármol de José Miguel García Cortés sobre la masculinitat, duta a terme per Giulia Colaizzi, David Pérez i Juan Vicente Aliaga el 31 de març del 2004.